# Hipoloco (hijo de Belerofonte)
Hipoloco (a veces, Hipóloco, en griego antiguo: Ἱππολόχoς Hippolokhos), en la mitología griega, era hijo del héroe y rey de Corinto Belerofonte y de Filónoe, hija del rey licio Yóbates. Sus hermanos fueron Isandro (también llamado Peisandro) y Laodamia.
A su vez, fue padre de Glauco (que no debe confundirse con Glauco de Corinto, que era su abuelo paterno). Glauco trocaría en el sitio de Troya sus armas de oro por las de cobre del aqueo Diomedes.
Homero, en su obra la Ilíada, hace hablar a Glauco sobre su padre Hipoloco:

"E Hipoloco me engendró a mí, y de él afirmo haber nacido. Me envió a Troya y con gran insistencia me instó a ser siempre el primero y destacarme entre los otros y a no deshonrar el linaje de mis padres, que fueron los primeros en Efira y en la vasta Licia."